# François Dabouzi
François Dabouzi (Reiners, 27 de març del 1907 - Perpinyà, 19 de juliol del 1987) va ser hostaler i (breument) batlle de les Illes (Vallespir), que durant la Segona Guerra Mundial fou membre actiu de la Resistència francesa.

## Biografia
Casat el 1932, el 1936 s'establí a les Illes (aleshores encara independent de Morellàs, municipi amb el qual es fusionaria el 1972), on la seva dona regentava l'Hostal dels Trabucaires. En François sembla que tant es dedicava a treballs forestals com al contraban; membre del Partit Comunista Francès els anys 30, hom ha indicat que en Dabouzi podria haver fet feines d'enllaç fronterer en profit dels brigadistes de la Guerra civil espanyola. Una placa a la façana de l'hostal hi recorda el pas, el 1939, dels presidents Companys, Aguirre i Azaña en les seves rutes d'exili.
Durant la Segona Guerra Mundial col·laborà amb la Resistència no comunista, fent tasques de passador de candidats a enrolar-se a les Forces Franceses Lliures o a l'exèrcit francès del nord de l'Àfrica, així com fent arribar a Barcelona el correu destinat a les oficines d'Alger. La seva activa col·laboració amb diverses xarxes de resistents i filades d'evasió (els grups Brutus, Gallia-Kassanga, Travaux ruraux i Bourgogne), la secció Vallespir de l'SR i els O.S.S. acabaren desvetllant les sospites dels alemanys. Quan aquests ocuparen la Catalunya del Nord el novembre del 1942, s'establiren precisament al seu hostal per vigilar la frontera. En François Dabouzi va ser arrestat el 18 de setembre del 1943 i, després d'estar detingut a la Ciutadella de Perpinyà i de passar per Compiègne, va ser deportat a Alemanya. Reeixí, però, a escapar-se del tren que el portava; ferit, va ser operat clandestinament a les Illes pel cirurgià perpinyanenc Jordi Baillat, també resistent. El 1944, amb la seva identitat ja cremada davant els invasors, Dabouzi s'exilià a Barcelona. Allí, però, els responsables de la France Libre li demanaren que reprengués la tasca de passador que tan bé havia fet fins al moment; tornà a les Illes, s'establí a prop del que era casa seva i continuà amb la lluita fins a l'Aliiberament. Les seves activitats encobertes surten reflectides al llibre Histoires Catalanes del Colonel Rémy, i al telefilm La ligne de démarcation (1973, Jacques Ertaud).
Després de l'Alliberament, el 29 d'abril del 1945 va ser elegit batlle de les Illes, càrrec que deixà el 19 d'octubre del 1947. Romangué al consell municipal, i posteriorment tornà breument a ocupar l'alcaldia (1952 - 3.5.1953) per la dimissió d'Antoine Auriol. Al 15.3.1965 va ser la seva esposa Marguerite qui fou alcalde, però dimití als tres mesos. En la Resistència, Dabouzi havia fet coneixença amb en Jean Neyrolles, vinculat a una rica família de Sant Llorenç de Cerdans. Amb ell i amb Claude, el duaner-passador André Parent, el 1968 bastí la capella de la Nostra Senyora del Perdó a la finca de Can Demont, a Costoja; una placa hi serva el record de les activitats clandestines dels tres. En retirar-se, Dabouzi vengué el famós Hostal dels Trabucaires.